# 계산여자고등학교
계산여자고등학교(桂山女子高等學校)는 대한민국 인천광역시 계양구 용종동에 있는 공립 고등학교이다.

## 학교 연혁
- 1996년 2월 14일 : 설립인가
- 1996년 3월 1일 : 초대 이동복 교장 취임
- 1996년 3월 5일 : 개교 및 입학식 (12학급 624명)
- 1999년 2월 12일 : 제1회 졸업식 (618명)
- 2022년 9월 1일 : 제10대 김수정 교장 취임
- 2023년 12월 28일 : 제26회 졸업식(155명) [졸업생 누계 11,256명]
- 2024년 3월 4일 : 제29회 입학식 (7학급 184명)

## 참고 자료
- 계산여자고등학교 - 한국교육학술정보원 학교알리미